# 宝轮镇
宝轮镇，是中华人民共和国四川省广元市利州区下辖的一个乡镇级行政单位。2019年12月，撤销赤化镇，将其所属行政区域划归宝轮镇管辖，宝轮镇人民政府驻澳援大道512号。

## 行政区划
宝轮镇下辖以下地区：
三江口社区、宝轮院社区、白田坝社区、泥窝社区、云峰社区、新街社区、花园社区、爱国社区、石桥社区、紫兰社区、清江村、梨源村、赤化村、红星村、海棠溪村、张公岭村、菖溪村、老林村、天瞾村、范家村